# Піану-де-Жос
Піану-де-Жос (рум. Pianu de Jos) — село у повіті Алба в Румунії. Входить до складу комуни Піану.
Село розташоване на відстані 263 км на північний захід від Бухареста, 17 км на південний захід від Алба-Юлії, 93 км на південь від Клуж-Напоки.

## Населення
За даними перепису населення 2002 року у селі проживали 1143 особи.
Національний склад населення села:
| Національність | Кількість осіб | Відсоток |
| -------------- | -------------- | -------- |
| румуни         | 1102           | 96,4%    |
| німці          | 24             | 2,1%     |
| цигани         | 12             | 1,0%     |
| угорці         | 5              | 0,4%     |

Рідною мовою назвали:
| Мова      | Кількість осіб | Відсоток |
| --------- | -------------- | -------- |
| румунська | 1115           | 97,6%    |
| німецька  | 21             | 1,8%     |
| угорська  | 7              | 0,6%     |